# Обухов, Лаврентий Авдеевич
Лаврентий Авдеевич Обухов (род. ок.1632 — убит в 1665) — государственный деятель Русского государства XVII века, воевода, участник освоения Сибири.
Сын помещика Юрьевского уезда Авдея Кирилловича Обухова (Бражника).

## Биография
Новик по Юрьеву-Польскому и помещик Владимирского уезда (1647—1649). Пожалован в московские дворяне (1660). Воевода в Илимском остроге (1662-1664).
В должности воеводы прославился своими притеснениями и беззаконием. В 1665 убит по дороге с киренской ярмарки восставшими казаками под предводительством Никифора Черниговского. Бунтовщики (84 человека) бежали на Амур, где восстановили опустевший город Албазино.
В 1663 г. выделил место для строительства Усть-Киренского Свято-Троицкого монастыря.
Лаврентий Авдеевич оставил большое наследство своим несовершеннолетним сыновьям Александру, Алексею, Василию. В 1668—1671 гг. опекуны приобрели для Алексея и Василия Обуховых крупные земельные угодья под Москвой и в Мещовском уезде.